# 諾貝爾廣場
諾貝爾廣場，原稱HOYII和億北車站（英語：HOYII Main Station），簡稱HOYII北車站或和億生活商場，是臺灣臺北市中正區的小型購物商場之一，於2015年3月19日試營運3個月，2015年6月19正式營運，開發商為和億生活，執行長林晉頡是澄清醫院林家第四代。引進「添好運」打響名號。
2023年12月，諾貝爾視光科技股份有限公司與該商場擁有者全球人寿簽約，取得該商場經營權，並於次月與誠品生活簽訂合作備忘錄，約定營運該商場地下一樓部分；2024年轉移後，一樓將進駐轉移位置的添好運、「站前諾貝爾眼科」與「站前諾貝爾視光眼鏡」，地下一樓則將為誠品生活營運的書店與商場「諾貝爾健康 Mall」。2024年5月28日，誠品生活董事長吳旻潔在股東常會正式宣布將於當年9月於該商場開設800坪空間的中型店，是為誠品書店重返台北站前商圈。

## 外部連結
- （繁體中文） HOYII和億北車站（页面存档备份，存于）
- 諾貝爾廣場的Facebook專頁
- 諾貝爾廣場的Instagram帳戶
- 台灣公司資料 （页面存档备份，存于）